# Uadjitefni
Uadjitefni, també llegit com a Uadjet-tefni, (wˀḏ-tfnj, "") va ser un príncep egipci i alt funcionari de la II Dinastia. Els egiptòlegs no s'han posat d'acord sobre quin rei governava durant l'època de Uadjitefni.
| M13 | I10 | t · f · n |

| M13 | I10 | t · f · n |

Uadjitefni només està testimoniat per dues inscripcions en bols de pedra. Aquests bols es van trobar als magatzems subterranis situats sota la Galeria del Sud de la Piràmide de Djoser a Saqqara. Portava el títol de Fill del Rei (sa-nesw).
Gairebé no se sap res de Uadjitefni, llevat del seu títol de príncep. També es desconeix de qui era fill, ja que no s'ha trobat cap nom reial relacionat amb ell.
El disseny cal·ligràfic i la dicció de les inscripcions mostren una gran semblança amb altres inscripcions que es remunten a l'època dels reis Ninetjer i Ueneg-Nebti. Per tant, Uadjitefni podria haver viscut i servit sota aquests dos reis.